# Chrysotile
Ne doit pas être confondu avec chrysolite.
Le chrysotile est un nom générique qui recouvre trois espèces minérales polytypes : le clinochrysotile, l'orthochrysotile, et le parachrysotile. Ils font partie du groupe des silicates, dans le sous-groupe des phyllosilicates . 

## Caractéristiques physiques et utilité
Le chrysotile est un minéral fibreux ininflammable et imputrescible, flexible, résistant à la plupart des produits chimiques et qui possède une contrainte de rupture élevée. Cette combinaison unique de propriétés en fait une matière extrêmement utile qui a constitué, durant de nombreuses décennies, un composant principal des produits légers en ciment renforcé, des matériaux de friction, des joints et garnitures à haute température et d'une quantité d'autres applications. Le chrysotile représente 94 % du marché mondial de l'amiante dont il est un très important représentant mais pas un synonyme.

## Historique
On connaît le chrysotile depuis plus de 2 000 ans. Il a été d'abord employé dans les tissus d'incinération, les mèches de lampes à huile et dans d'autres matières textiles. Mais c'est seulement au cours du XIXe siècle que l'extraction du chrysotile à des fins commerciales a commencé en Oural (Russie), en Italie et au Canada.

## Synonymie
- Amiante blanc

## Étymologie
Vient du grec signifiant fibre ou cheveu d'or de χρυσός or et τῖλος chose cueillie ou arrachée.

## Polytypes
- Parachrysotile (déclassé par l'IMA en 2006)
- Orthochrysotile (déclassé par l'IMA en 2006)
- Clinochrysotile

## Toxicité
Toutes les fibres d'amiante génèrent une réponse cancérogène au niveau pulmonaire ou pleural. De fait, le chrysotile, tout comme les autres formes d'amiante, se comporte à la fois comme un initiateur, un promoteur et un cocarcinogène. 
Le chrysotile ne peut donc être considéré comme moins dangereux que les autres types d'amiante et une utilisation dite sécuritaire et responsable de cette fibre ne peut occulter sa dangerosité et la nécessité de l'écarter de tout processus industriel ou usage commercial.

## Interdiction
Une trentaine de pays dans le monde ont interdit l'usage de l'amiante chrysotile, car il est cancérigène. En France, il est classé cancérigène depuis 1977 et interdit depuis 1997. Il est par contre utilisé dans une soixantaine de pays pour combler les besoins nécessaires en infrastructures, principalement l'apport en eau potable et comme matériau de construction. Dans ces pays, qui utilisent le chrysotile selon les normes dictées par la convention de l’OIT sur la sécurité dans l'utilisation de l'amiante, l'utilisation d'autres produits plus dispendieux ne permettrait pas de combler les besoins aussi efficacement.
L’Organisation internationale du travail (OIT) a proposé en 2006 une résolution préconisant l'élimination de l'amiante chrysotile sous toutes ses formes, mais cette résolution n'a pas été adoptée par les pays membres. 
Cependant, le chrysotile n'entre pas dans la liste des substances dangereuses de la convention de Rotterdam, engagée par le PNUE (Programme des Nations unies pour l'environnement). Le PNUE a expliqué le 15 octobre 2006 qu'en raison de l'opposition des principaux pays producteurs de chrysotile (Canada, Inde, Russie et Kirghizstan) la prise de décision était reportée à 2008.
Les pays producteurs de chrysotile s'opposent à l'inclusion du chrysotile dans la liste de 39 produits chimiques à usage industriel, pesticides et préparations pesticides de la PNUE, tous extrêmement dangereux et soumis à la « procédure de consentement préalable en connaissance de cause ». Une liste rouge sur laquelle figurent les quatre autres fibres d'amiante.

## Citations
- « L'absence de décision quant à l'inclusion de l'amiante chrysotile pose un problème pour tous les pays en développement qui ont besoin de protéger leurs concitoyens des risques bien connus de cette substance dangereuse. » Achim Steiner, directeur exécutif du PNUE (Programme des Nations unies pour l'environnement).

- « Au moins 200 000 ouvriers seront tués par des maladies liées à l'amiante avant que la proposition d'inscrire le chrysotile sur la liste de la convention de Rotterdam puisse être de nouveau examinée, en 2008 » (Laurie Kazan Allen, de Ban Asbestos)
- « On peut manipuler le chrysotile de façon relativement sécuritaire tout autant que l’on peut manipuler des matières radioactives. On a bien appris que la radioactivité induisait des cancers et les protocoles de manipulation des matières radioactives sont extrêmement rigoureux. On peut probablement manipuler le chrysotile de façon aussi sécuritaire si on applique la même rigueur. Évidemment, il ne viendrait à personne l’idée de produire des objets pour consommation grand public à partir d’uranium enrichi sous prétexte que c’est un métal résistant… De même, il faut réserver l’usage du chrysotile à des créneaux bien pointus, là où il n’existe aucune autre solution. »[5] (Yv Bonnier Viger, médecin spécialiste en santé communautaire)

- « Contrairement à ce que prétendent les éternels opposants de cette fibre, les raisons qui prévalaient en 2004 pour ne pas inclure le chrysotile à la liste sont toujours valables et n’ont été contredites par aucune nouvelle étude scientifique. Plus encore, les études attendues depuis longtemps et exigées par le Canada sur l’innocuité des fibres et produits de remplacement sur la santé humaine se font toujours attendre. Dans ce contexte, il est tout à fait raisonnable de s’opposer à l’inclusion du chrysotile à la Procédure PIC, le Canada a donc bien fait de l’annoncer » Clément Godbout, Institut du chrysotile
- « La décision d'Ottawa de ne pas inclure les résidus miniers dans son règlement qui interdit l'amiante déçoit le milieu québécois de la santé publique. Le gouvernement Trudeau va bannir d'ici l'an prochain ce minerai cancérigène, mais il a choisi de ne pas encadrer les projets d'exploitation des métaux contenus dans les montagnes de minerai qui entourent les anciennes mines d'amiante. » - La vraie raison n'est pas la prétendue innocuité du chrysotile, mais bien le souci de traiter les résidus miniers[6].